# Survival of the Dead
Survival of the Dead (en España La resistencia de los muertos, en Argentina La reencarnación de los muertos), también titulada en Estados Unidos George A. Romero's Survival of the Dead, es una película de terror dirigida por George A. Romero en 2010. Se trata de la sexta y última entrega en la saga de películas protagonizadas por zombis dirigidas por Romero que incluyen los títulos La noche de los muertos vivientes (1968), Dawn of the Dead (1978), Day of the Dead (1985), Land of the Dead (2005) y Diary of the Dead (2007).  
Su recepción crítica ha sido generalmente negativa por dos factores: carecer de la crítica social y/o política que forman parte del resto de la saga y presentarse como una película de zombis con los códigos del cine del oeste. Su recaudación en las taquillas fue muy escasa, dada su escasa exhibición y causó pérdidas que tardaron en compensarse con su edición para formato doméstico en DVD, alquileres en plataformas de video bajo demanda o la comercialización para televisión.
Presente en varios festivales de cine obtuvo una polémica nominación al León de Oro en el Festival de Cine de Venecia por la naturaleza gore del film.

## Argumento

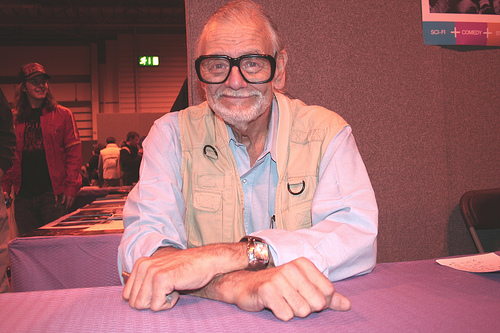
El director George A. Romero

Kenny, Francisco y Tomboy, un grupo de soldados capitaneados por el Sargento de la Guardia Nacional "Nicotina" Crockett (Alan Van Sprang), deciden desertar de sus puestos robando sus pertenencias a unos jóvenes. Dicha escena enlaza con la anterior película de la saga, Diary of the Dead, puesto que el grupo de jóvenes robados son sus protagonistas. El grupo militar decide marchar hacia la costa buscando un refugio más seguro.   
Frente a la costa de Delaware se encuentra Plum Island, hogar de dos familias irlandesas: los O'Flynns y los Muldoons. En la isla se está reproduciendo el fenómeno de que los muertos, sin causa aparente, vuelven a la vida para alimentarse de los seres humanos vivos. La familia O'Flynn, encabezada por Patrick O'Flynn (Kenneth Welsh), rastrean palmo a palmo la isla con la intención de matar a los no-muertos. Pero descubren que los Muldoons protegen a los zombis revividos de sus seres queridos con la intención de mantenerlos así hasta que se encuentre una cura. Las tensiones llegan a un punto crítico cuando O'Flynn y su pandilla llegan a una casa de Muldoon para matar a sus hijos no muertos. Se produce un tiroteo cuyo resultado es una mujer muerta. Incapaz de controlar la situación Patrick entrega sus armas cuando llega la multitud de la familia Muldoon. Seamus Muldoon (Richard Fitzpatrick) valora matar a Patrick como represalia pero la hija de Patrick, Janet (Kathleen Munroe), intercede por su padre y sugiere que en lugar de la muerte sea exiliado de la isla. Finalmente se decreta la expulsión inmediata de Patrick de Plum Island.  
Se produce un encuentro entre los Guardias Nacionales y un joven lugareño (Devon Bostick). A través de él conocen la existencia de Plum Island y adquieren nociones básicas para poder sobrevivir allí. Los soldados ven un video hecho por Patrick O'Flynn y, siguiendo sus instrucciones, son guiados a un muelle cercano. Al acercarse, O'Flynn y sus hombres les tienden una emboscada para robarles pero los soldados responden con un tiroteo. La situación se complica al aparecer un grupo de zombis por la zona: Francisco logra robar un ferry, mordiendo el dedo de un zombi durante el ataque y todos los O'Flynns, excepto Patrick, son asesinados por zombis. Patrick y el grupo de soldados finalmente logran abordar el ferry y escapar de la persecución a que los someten los zombis. Durante el viaje a la isla, Patrick revela que previamente había enviado a otras personas a Plum Island con la intención de enfadar a los Muldoons.
Cuando el grupo llega a la isla descubren que los Muldoons han encadenado a sus zombis que, en su nueva vida, imitan los comportamientos que tenían en sus vidas anteriores. También ven que las personas enviadas a la isla por Patrick han sido asesinadas. Patrick ve a su hija Janet, aparentemente muerta y convertida en zombi, montar en un caballo. Patrick intenta reunir aliados cuando dos Muldoons los atacan, disparando a Crockett y Kenny. Este último muere a causa de sus heridas y es rematado en la cabeza por Patrick para evitar su reanimación. Francisco se da cuenta de que, al arrancarle el dedo al zombi durante al abordaje al ferry, se infectó y le pide a su compañera, Tomboy, que le dispare para evitar que se zombifique. Tomboy le dispara y después es capturada por Muldoon.
Patrick descubre que su hija que vio antes era, en realidad, la hermana gemela de Janet, Jane. Janet, todavía viva, se une a Patrick y a los guardias en su ataque contra los Muldoons. Un distanciamiento ocurre en el puente que separa la tierra de las dos familias y el grupo de O'Flynn es capturado. El joven y Janet logran escapar. Muldoon informa que durante la convivencia con los zombis ha intentado persuadir a los zombis para que se alimenten de algo distinto de la carne humana. Decide utilizar de prueba a Jane y, al tratar de que la mujer muerta muerda su caballo lo que consigue es que ataque y muerda a su hermana Janet. Se produce un combate cuerpo a cuerpo y los zombis capturados son liberados atacando gente de ambos bandos. Muldoon y O'Flynn convocan una tregua de urgencia entre los dos bandos ante la evidencia de que los zombis saldrán victoriosos de la contienda. Pero la tregua se rompe casi de inmediato cuando Muldoon dispara a O'Flynn quien, disparando con una pistola que llevaba oculta, mata a Muldoon.
Crockett y su grupo intentan salir de la isla. Janet, al presenciar que su hermana gemela mordía el caballo, se apresuraba a dar al grupo de Crockett esa noticia. Patrick O'Flynn, antes de sucumbir a sus propias heridas, dispara a su hija para evitar que se zombifique. Crockett, el Joven y Tomboy, a bordo del ferry, escapan de la isla mientras los zombis están devorando el caballo. En la escena final Crockett reflexiona sobre el propósito de la guerra mientras los O'Flynn y Muldoon, reanimados y convertidos en zombis, se tambalean el uno hacia el otro y tratan de disparar y matarse nuevamente.

## Reparto
- Alan Van Sprang - Sargento "Nicotine" Crockett
- Kenneth Welsh - Patrick O'Flynn
- Kathleen Munroe - Janet O'Flynn / Jane O'Flynn
- Devon Bostick - Joven
- Richard Fitzpatrick - Seamus Muldoon
- Stefano Di Matteo (con el nombre de Stefano Colacitti) - Francisco
- Athena Karkanis - Tomboy
- Salar Madadi - Zombi empleado de construcción
- Joris Jarsky - Chuck
- Matt Birman - Lem Muldoon
- Wayne Robson - Tawdry O'Flynn
- Julian Richings - James O'Flynn
- George Stroumboulopoulos - Presentador de un programa de televisión
- Pete Zedlacher - Participante en un programa de televisión

Los actores Shawn Roberts, Scott Wentworth, Amy Lalonde, Michelle Morgan y Joshua Close que participaron en la anterior película de la saga, Diary of the Dead (2008), aparecen en unas imágenes de archivo al comienzo de la película.

## Producción
Tras la acogida positiva en términos económicos de la quinta película de la saga, Diary of the Dead (2007), los productores sugirieron al director el rodaje de una secuela. Si bien Romero indicó que no podía seguir la trama con los personajes principales, dado su final en la película, se tomó como punto de partida del guion unos personajes secundarios que aparecen al final de la trama: un grupo de soldados de la Guardia Nacional. La premisa del guion fue una mezcla entre el inicio de un apocalipsis zombi presentándolo en clave de western. La inspiración fue el clásico del género Horizontes de Grandeza (William Wyler, 1958) en donde se narra la historia de dos familias con puntos divergentes sobre el poder, la riqueza y los valores.

"Uno de los productores dijo: 'Hagamos otra rápidamente'. No sé de qué más podría haber hablado. La película (Diary of the Dead) se centraba en cómo las redes sociales nos acechan hoy en día. No tenía nada más de lo que hablar"
George A. Romero 

Con un presupuesto de 4.000.000$ el rodaje se desarrolló enteramente con equipo, elenco y producción en Canadá debido a los incentivos fiscales existentes para la producción cinematográfica. Las localizaciones se filmaron en Port Dover, Ontario y Toronto (Canadá) aunque la ambientación de la película la sitúa en Delaware. 

## Recepción
La película participó en diversos festivales de cine como el Festival de Cine de Venecia (donde Romero obtuvo una polémica nominación, por la naturaleza gore del film, al León de Oro), el Festival Internacional de Cine de Toronto, el Vienna International Film Festival, el Gérardmer Fantasticarts Film Festival, el Munich Fantasy Filmfest Nights, el Brussels International Festival of Fantasy Films, el Amsterdam Fantastic Film Festival o el Seattle International Film Festival. Aunque tuvo un escaso recorrido en salas de cine, ya que se ha dirigido más al mercado de video bajo demanda y el DVD, hubo iniciativas como la proyección al aire libre en el parque Madison Square de Nueva York durante una zombi party, con presencia del director, el 16 de mayo de 2010.

"(mi intención ha sido mostrar) un hombre que se deshumaniza y a unos zombies que se humanizan. Es difícil de entender la diferencia de quién está vivo y de quién está muerto en esta sociedad moderna."
George A. Romero 

Las críticas no han sido globalmente positivas para Survival of the Dead. Casi todas las opiniones coinciden en que se han rodado mejores películas con zombis e, incluso, que Romero tiene en su filmografía mejores exponentes del género que ayudó a construir desde los años 60. No obstante se destaca también que es un film entretenido y divertido a pesar de sus carencias. En FilmAffinity cuenta con una valoración de 3,9 sobre 10 basadas en 2.763 votos. Los participantes de IMDb le otorgan a la película, con 19.816 votos, una puntuación de 4,9 sobre 10.

"Lo que tenemos aquí es una película del oeste de serie B con cubos de sangre. Eso podría estar bien si proviniera de un aspirante a Romero pero no del genuino."
Jason Anderson (Toronto Star) 

Rotten Tomatoes, con una ponderación basada en 91 críticas profesionales, le otorgan un 30% de "frescura" y la calificación positiva de los usuarios del portal es del 19% a partir de 7.933 votos.

"A los 70 años Romero sigue siendo el gran maestro de la película de zombies y Survival of the Dead demuestra que todavía es más que digno del título."
Nikki Baughan (Roll Credits) 

Metacritic, basándose en 22 críticas profesionales, le da una calificación de 43 sobre 10.

"Hay algunas imágenes memorables incluida la vista de una hermosa "cabeza muerta" a caballo. Pero durante gran parte de la película la fatiga que los zombis producen en el actor principal Alan Van Sprang parece ser un eco de la de Romero."
Clark Collins (Entertainment Weekly) 

## Posibles secuelas
El director afirmó en varias entrevistas su intención de finalizar la saga con dos películas adicionales. En estas dos últimas posibles películas se narraría una única historia, dividida en dos partes y filmadas consecutivamente si el plan de producción lo permitiera. De esta manera habría un grupo de cuatro películas como Capítulo 1 (La noche de los muertos vivientes, Dawn of the Dead, Day of the Dead y Land of the Dead) y otro grupo de cuatro películas como Capítulo 2 (Diary of the Dead, Survival of the Dead y las dos películas adicionales que cerrarían el segundo arco argumental). Sin embargo antes del fallecimiento en 2017 del realizador no se logró dar continuidad a estas ideas con lo que el número total de películas de la saga se quedó en seis títulos.

## Enlaces
- Web oficial (en inglés)
- Survival of the Dead en Internet Movie Database (en inglés).
- Survival of the Dead en Rotten Tomatoes (en inglés)
- Survival of the Dead en AllMovie (en inglés)
- Survival of the Dead en FilmAffinity
- Survival of the Dead en Metacritic (en inglés)

- Datos: Q1277329